# Episodi di The League (prima stagione)
La prima stagione della serie televisiva The League è stata trasmessa in prima visione sul canale statunitense FX dal 29 ottobre al 10 dicembre 2009.
In Italia è stata trasmessa in prima visione sul canale satellitare FX dal 3 maggio al 17 maggio 2011.
| nº | Titolo originale  | Titolo italiano          | Prima TV USA     | Prima TV Italia |
| -- | ----------------- | ------------------------ | ---------------- | --------------- |
| 1  | The Draft         | Il fantafootball         | 29 ottobre 2009  | 3 maggio 2011   |
| 2  | The Bounce Test   | Carestia sessuale        | 5 novembre 2009  | 3 maggio 2011   |
| 3  | Sunday At Ruxin's | A pranzo da Ruxin        | 12 novembre 2009 | 10 maggio 2011  |
| 4  | Mr. McGibblets    | Tutti alla SPA           | 19 novembre 2009 | 10 maggio 2011  |
| 5  | The Usual Bet     | La stretta finale        | 3 dicembre 2009  | 17 maggio 2011  |
| 6  | The Shiva Bowl    | Il prezzo della vittoria | 10 dicembre 2009 | 17 maggio 2011  |